# 東松山市立松山第二小学校
東松山市立松山第二小学校（ひがしまつやましりつまつやまだいにしょうがっこう）は、埼玉県東松山市東平にある公立小学校。

## 概要
1874年（明治7年）に覚性寺で寺子屋として開校した小学校である。

## 沿革
- 1874年（明治7年）7月4日 - 寺子屋として覚性寺内に開校
- 1892年（明治25年）9月1日 - 第二松山尋常小学校へ改称
- 1941年（昭和16年）4月 - 国民学校令により、松山第二国民学校へ改称
- 1947年（昭和22年）4月 - 学制改革により、松山町立松山第二小学校へ改称。同時に松山町立松山第二中学校併設開校。
- 1951年（昭和26年）3月 - 財政難などにより、松山第二中学校を松山第一中学校へ統合し閉校する。松山中学校へ改称。
- 1954年（昭和29年）7月 - 東松山市立松山第二小学校に改称
- 1968年（昭和43年）7月 - プール竣工
- 1973年（昭和48年）3月 - 校歌制定
- 1978年（昭和53年）3月 - 本校舎（東側8教室）竣工
- 1988年（昭和63年）3月 - 本校舎落成
- 1992年（平成5年）8月 - 体育館竣工
- 1999年（平成11年）11月 - コンピューター教室設置
- 2019年（令和元年） - 校内トイレの改修工事を実施

## 主な進学先
- 東松山市立北中学校

## 学校の周辺
- 滑川
- 北地区体育館
- 平野地区活動センター
- 東松山バイパス (国道407号)

## 交通アクセス
- 東武東上線 東松山駅下車 北へ約2.7km

## 著名な出身者
- 松本泰志（プロサッカー選手、浦和レッズ所属）